# Мисти Рейн
Мисти Рейн (на английски: Misty Rain) е американска порнографска актриса и режисьор на порнографски филми.
Родена е на 10 август 1969 г. в град Лонг Бийч, щата Калифорния, САЩ.
Дебютира като актриса в порнографската индустрия през 1993 г.

## Награди
- 2004: AVN зала на славата.[3]
- 1995: XRCO награда за звезда на годината.[4]